# Liste der Senatoren der Vereinigten Staaten aus Mississippi
Die Liste der Senatoren der Vereinigten Staaten aus Mississippi führt alle Personen auf, die jemals für diesen Bundesstaat dem US-Senat angehörten, nach den Senatsklassen sortiert. Dabei zeigt eine Klasse, wann dieser Senator wiedergewählt wird. Die Wahl des Senators der Klasse 1 fand zuletzt im Jahr 2024 statt, der Senator der Klasse 2 wird im November 2026 erneut gewählt.

## Klasse 1

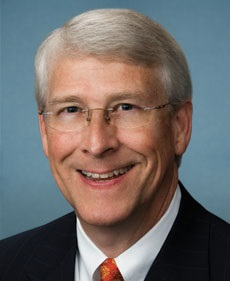
Roger Wicker

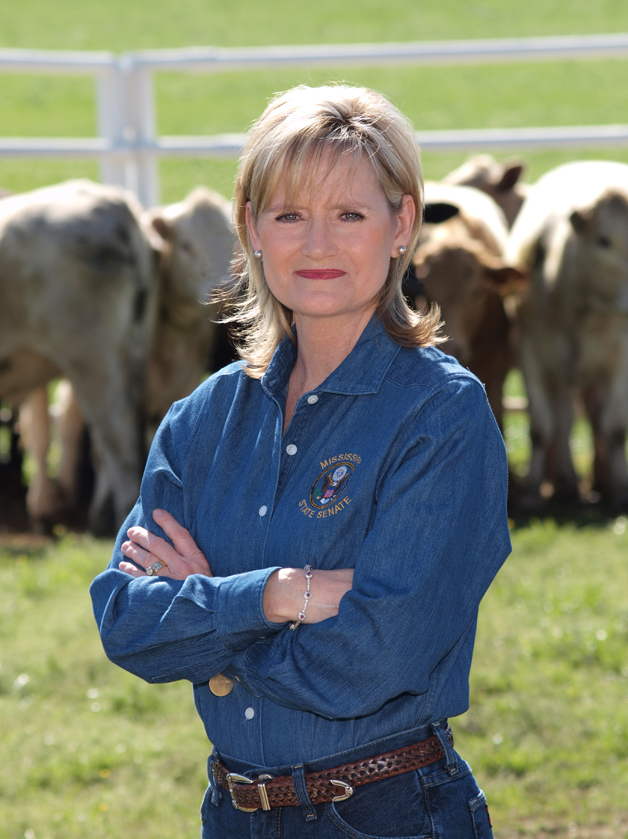
Cindy Hyde-Smith

Mississippi ist seit dem 10. Dezember 1817 US-Bundesstaat und stellte bis heute 23 Senatoren der Klasse 1 im Kongress, von denen zwei, Powhatan Ellis und Jefferson Davis, je zwei nicht unmittelbar aufeinander folgende Mandatszeiten absolvierten.
| Name                    | Amtszeit  | Partei                                 | Lebensdaten                           |
| ----------------------- | --------- | -------------------------------------- | ------------------------------------- |
| Walter Leake            | 1817–1820 | Democratic Republican                  | 25. Mai 1762 – 17. November 1825      |
| David Holmes            | 1820–1825 | Democratic Republican                  | 10. März 1769 – 20. August 1832       |
| Powhatan Ellis          | 1825–1826 | Democratic Republican                  | 17. Januar 1790 – 18. März 1863       |
| Thomas Buck Reed        | 1826–1827 | Democratic Republican                  | 7. Mai 1787 – 26. November 1829       |
| Powhatan Ellis          | 1827–1832 | Democratic Republican ab 1829 Demokrat | s. o.                                 |
| John Black              | 1832–1838 | Demokrat ab 1833 Whig                  | † 29. August 1854                     |
| James Fisher Trotter    | 1838      | Demokrat                               | 5. November 1802 – 9. März 1866       |
| Thomas Hickman Williams | 1838–1839 | Demokrat                               | 20. Januar 1801 – 3. Mai 1851         |
| John Henderson          | 1839–1845 | Whig                                   | 28. Februar 1797 – 15. September 1857 |
| Jesse Speight           | 1845–1847 | Demokrat                               | 22. September 1795 – 1. Mai 1847      |
| Jefferson Finis Davis   | 1847–1851 | Demokrat                               | 3. Juni 1808 – 6. Dezember 1889       |
| John Jones McRae        | 1851–1852 | Demokrat                               | 10. Januar 1815 – 31. Mai 1868        |
| Stephen Adams           | 1852–1857 | Demokrat                               | 17. Oktober 1807 – 1. Mai 1857        |
| Jefferson Finis Davis   | 1857–1861 | Demokrat                               | s. o.                                 |
| vakant                  |           |                                        |                                       |
| Adelbert Ames           | 1870–1874 | Republikaner                           | 31. Oktober 1835 – 12. April 1933     |
| Henry Roberts Pease     | 1874–1875 | Republikaner                           | 19. Februar 1835 – 2. Januar 1907     |
| Blanche Kelso Bruce     | 1875–1881 | Republikaner                           | 1. März 1841 – 17. März 1898          |
| James Zachariah George  | 1881–1897 | Demokrat                               | 20. Oktober 1826 – 14. August 1897    |
| Hernando De Soto Money  | 1897–1911 | Demokrat                               | 26. August 1839 – 18. September 1912  |
| John Sharp Williams     | 1911–1923 | Demokrat                               | 30. Juli 1854 – 27. September 1932    |
| Hubert Durrett Stephens | 1923–1935 | Demokrat                               | 2. Juli 1875 – 14. März 1946          |
| Theodore Gilmore Bilbo  | 1935–1947 | Demokrat                               | 13. Oktober 1877 – 21. August 1947    |
| John Cornelius Stennis  | 1947–1989 | Demokrat                               | 3. August 1901 – 23. April 1995       |
| Chester Trent Lott      | 1989–2007 | Republikaner                           | * 9. Oktober 1941                     |
| Roger Frederick Wicker  | seit 2007 | Republikaner                           | * 5. Juli 1951                        |

## Klasse 2
Mississippi stellte bis heute 21 Senatoren der class 2, von denen drei, Edward Walthall, Anselm McLaurin und James Eastland, zwei nicht unmittelbar aufeinander folgende Amtszeiten absolvierten.
| Name                             | Amtszeit  | Partei                | Lebensdaten                          |
| -------------------------------- | --------- | --------------------- | ------------------------------------ |
| Thomas Hill Williams             | 1817–1829 | Democratic Republican | 1780–1840                            |
| Thomas Buck Reed                 | 1829      | Democratic Republican | 7. Mai 1787 – 26. November 1829      |
| Robert Huntington Adams          | 1830      | Demokrat              | 1792 – 2. Juli 1830                  |
| George Poindexter                | 1830–1835 | Demokrat              | 1779 – 5. September 1853             |
| Robert John Walker               | 1835–1845 | Demokrat              | 23. Juli 1801 – 11. November 1869    |
| Joseph Williams Chalmers         | 1845–1847 | Demokrat              | 20. Dezember 1806 – 16. Juni 1853    |
| Henry Stuart Foote               | 1847–1852 | Demokrat              | 28. Februar 1804 – 20. Mai 1880      |
| Walker Brooke                    | 1852–1853 | Whig                  | 25. Dezember 1813 – 18. Februar 1869 |
| Albert Gallatin Brown            | 1853–1861 | Demokrat              | 31. Mai 1813 – 12. Juni 1880         |
| vakant                           |           |                       |                                      |
| Hiram Rhodes Revels              | 1870–1871 | Republikaner          | 27. September 1827 – 16. Januar 1901 |
| James Lusk Alcorn                | 1871–1877 | Republikaner          | 4. November 1816 – 19. Dezember 1894 |
| Lucius Quintus Cincinnatus Lamar | 1877–1885 | Demokrat              | 17. September 1825 – 23. Januar 1893 |
| Edward Cary Walthall             | 1885–1894 | Demokrat              | 4. April 1831 – 21. April 1898       |
| Anselm Joseph McLaurin           | 1894–1895 | Demokrat              | 26. März 1848 – 22. Dezember 1909    |
| Edward Cary Walthall             | 1895–1898 | Demokrat              | s. o.                                |
| William Van Amberg Sullivan      | 1898–1901 | Demokrat              | 18. Dezember 1857 – 21. März 1918    |
| Anselm Joseph McLaurin           | 1901–1909 | Demokrat              | s. o.                                |
| James Gordon                     | 1909–1910 | Demokrat              | 6. Dezember 1833 – 28. November 1912 |
| LeRoy Percy                      | 1910–1913 | Demokrat              | 9. November 1860 – 24. Dezember 1929 |
| James Kimble Vardaman            | 1913–1919 | Demokrat              | 26. Juli 1861 – 25. Juni 1930        |
| Byron Patton Harrison            | 1919–1941 | Demokrat              | 29. August 1881 – 22. Juni 1941      |
| James Oliver Eastland            | 1941      | Demokrat              | 28. November 1904 – 19. Februar 1986 |
| Wall Doxey                       | 1941–1943 | Demokrat              | 8. August 1892 – 2. März 1962        |
| James Oliver Eastland            | 1943–1978 | Demokrat              | s. o.                                |
| William Thad Cochran             | 1978–2018 | Republikaner          | 7. Dezember 1937 – 30. Mai 2019      |
| Cindy Hyde-Smith                 | seit 2018 | Republikanerin        | * 10. Mai 1959                       |